# Lyces fluonia
Lyces fluonia là một loài bướm đêm thuộc họ Notodontidae. Nó được tìm thấy ở cloud forests của Ecuador và Peru.
Ấu trùng ăn Passiflora mollissima.